# Austrodontura raggei
Austrodontura raggei är en insektsart som beskrevs av Fontana och Buzzetti 2004. Austrodontura raggei ingår i släktet Austrodontura och familjen vårtbitare. Inga underarter finns listade i Catalogue of Life.